# Albator 84 : L'Atlantis de ma jeunesse
Pour plus de détails, voir Fiche technique et Distribution.
Albator 84 : L'Atlantis de ma jeunesse (Waga seishun no Arcadia) est un film d'animation japonais réalisé par Tomoharu Katsumata, sorti en 1982.
Un pilote, Albator, et un ingénieur, Alfred, se rencontrent à une époque où la Terre est occupée par des humanoïdes. Ensemble, à bord de l'Atlantis, ils partent pour sauver Tokarga qui est sur le point d'être détruite.

## Synopsis
Début du XXe siècle, un homme survole la Nouvelle-Guinée vers Rabaul à bord de son avion, l'Arcadia. Il tente de passer la montagne Stanley, mais les turbulences sont trop fortes et il s'écrase.
Fin du XXXe siècle, la Terre est asservie par les humanoïdes. La misère règne et les Terriens n'ont ni la volonté ni les moyens de se révolter. Seule une radio clandestine, La Voix de la Liberté, entretient un mince espoir. Un jeune capitaine, Albator, revient de mission et pose de manière catastrophique son appareil, L'Ombre de la Mort, pour le rendre inutilisable. À son débarquement, il est accueilli par Zoll, un tocargien, qui lui demande d'aller faire son rapport deux heures plus tard. Avant d'y aller, il part dans les bas-fonds de la cité pour aller retrouver sa compagne, Maya, aussi appelée "La Rose" et voix de la radio clandestine. Ensuite il se rend au commandement suprême des humanoïdes sur la Terre, où il est réprimandé et mis à pied. Il reçoit ses tickets de rationnement des mains de Mima puis se rend dans un tripot où il rencontre Alfred, un ingénieur appartenant aussi aux forces terriennes, qui rêve de se révolter, et Emeraldia qui commande le Queen Emeraldas. C'est le début d'une amitié éternelle entre les deux hommes et d'une grande histoire d'amour entre Alfred et Emeraldia. À la suite d'une bagarre, les deux hommes sont arrêtés par Zoll, qui les soumet à un appareil qui révèle le lien qui les unit. Environ 1 000 ans plus tôt, leurs aïeuls se sont rencontrés lors de la Seconde Guerre mondiale et se sont entraidés. L'Albator de cette époque donne à Alfred l'appareil de visée reçu de son père qui s'est écrasé en Nouvelle-Guinée quelques années plus tôt. N'arrivant pas à bien sonder leur cerveau, Zoll les relâche.
Albator laisse Alfred pour aller retrouver Maya, qui a été découverte par les humanoïdes. En la sauvant, il perd un œil et est de nouveau séparé de son aimée. Il rejoint ensuite Alfred et Emeraldia. Ils sont rejoints par Mima, Zoll, Murigson et les tokarguiens qui veulent prendre le Queen Emeralda pour aller sauver Tokarga, qui est sur le point d'être détruit par les humanoïdes. Alfred leur propose un autre vaisseau : l'Atlantis, qu'il a construit de ses mains. Il propose du même coup à Albator d'en être le capitaine. Murigson, l'aîné des tokarguiens, monte à bord de l'Atlantis avec Albator, Mima et Alfred et fait un décollage spectaculaire et part pour défendre Tokarga. Alors qu'ils sont toujours en orbite, le gouvernement d'occupation leur envoie un message : ils ont capturé Maya et Emeraldia et menacent de les exécuter. Albator ne bronche pas. L'heure de l'exécution arrive mais elle est empêchée par Zoll et les tokarguiens restés sur place, qui chargent les humanoïdes. Les humains se joignent à ce soulèvement. Dans la bataille Zoll est tué, Maya est blessée et Emeraldia hérite d'une cicatrice. Les deux femmes sont néanmoins sauvées par les rebelles.
Arrivés sur Tokarga, tout n'est que ruines. Les humanoïdes sont sur le point d'achever leur misérable travail, en faisant exploser Tokarga. Albator ne sauvera qu'un oiseau et une jeune fille, Mira, la sœur de Zoll, et l'aîné des tokarguiens retrouvera quelques soldats qu'il emmènera sur l'Atlantis. Tokarga explose. En retournant sur Terre, l'Atlantis doit faire face à une perturbation spatiale et éviter l'attraction d'une planète de flammes. Mira, la dernière femme tokarguienne, meurt. Les tokarguiens n'ont plus d'espoir de descendance et pour alléger le poids de l'appareil, décident de se sacrifier en se jetant hors du vaisseau. L'Atlantis se pose sur Terre où il est accueilli par les troupes humanoïdes. Albator récupère le corps de Zoll et est rejoint par Maya et Emeraldia. Maya meurt dans ses bras. Le premier ministre bannit Albator, qui propose aux hommes libres de le rejoindre à bord de son vaisseau pirate. Plusieurs hommes le rejoignent. Zeda, le commandant suprême des forces humanoïdes sur Terre, ne doit pas laisser partir Albator. Il lui propose alors un duel. L'Atlantis et le vaisseau de Zeda se retrouvent dans l'espace. Zeda se bat comme un brave mais est battu. L'explosion de son vaisseau crée une perturbation magnétique autour de l'Atlantis, ce qui lui permet de détruire une partie de la flotte humanoïde sans être touché et de s'en aller victorieux. Les corps de Mira, Zoll et Maya sont envoyés dans l'espace à l'issue d'une cérémonie funèbre. L'Atlantis poursuit sa route, croisant le Queen Emeraldas, vaisseau pirate ami et allié.

## Fiche technique
- Titre : Albator 84 : L'Atlantis de ma jeunesse
- Titre original : Waga seishun no Arcadia
- Réalisation : Tomoharu Katsumata
- Scénario : Hirokazu Onaka, d'après les personnages de Leiji Matsumoto
- Directeur de l'animation: Kazuo Komatsubara
- Directeur de l'arte : Iwamitsu Ito
- Personnages : Kazuo Komatsubara
- Directeur de la photographie : Kenji Machida
- Montage : Yutaka Chikura
- Mecha : Katsumi Itabashi
- Musique : Toshiyuki Kimori, Remo Giazotto (Adagio d'Albinoni)
- Direction musicale : Hiroshi Kumagai
- Générique français : composé par Alec Constandinos, interprété par Franck Olivier sur un texte d'Anne Valery.
- Production : Toeï Animation
- Distribution :  France Hubert Chonzu pour IDDH
- Pays d'origine : Japon
- Langue : japonais
- Genre : science-fiction, space opéra
- Durée : 120 minutes
- Date de sortie : 28 juillet 1982

## Distribution
- Makio Inoue (VF : François Leccia) : Albator (Harlock)
- Kei Tomiyama (VF : Jacques Balutin) : Alfred (Tochirô Ôyama)
- Reiko Tajima (VF : Nicole Favart) : Emeraldas (Emeralda)
- Reiko Mutô (VF : Catherine Lafond) : Maya
- Takeshi Aono (VF : ??) : Murigson
- Shûichi Ikeda (VF : Daniel Gall et Francis Lax) : Zoll
- Tarô Ishida (VF : Pierre Trabaud) : Zêda
- Hiromi Tsuru (VF : Martine Reigner) : Mira
- Yuriko Yamamoto (VF : Catherine Lafond) : Mîmé

Source : Fiche sur Planète Jeunesse (pour la VF)

## Autour du film
- Ce film est le fer de lance de la série Albator 84. En effet le film se présentait tout d'abord comme un court-métrage de 4 minutes pour présenter l'idée, puis par la suite diffusé en salle sous forme de long-métrage d'un peu plus de deux heures. Le film sera découpé en 5 épisodes, dont certaines scènes seront censurées à la sortie de la série à la télévision.
- Des scènes de l'introduction ont été coupées, car elles montraient l'ancêtre d'Albator servant dans la Luftwaffe pendant la Seconde Guerre mondiale. Néanmoins, la version complète est disponible sur des plateformes de partages de vidéos (les scènes coupées n'ont pas été traduites a posteriori et les dialogues sont en japonais).
- Ce film s'inspire, pour les scènes qui se déroulent pendant la Seconde Guerre mondiale, du manga de 1973 Waga seishun no Arcadia qui conte les aventures d'un ancêtre d'Harlock pendant cette guerre.
- Les doublages français et japonais diffèrent et comportent beaucoup d'incohérences.
  - Le début du film présente l'ancêtre de Harlock, connu sous le nom de Fantôme Harlock, affrontant le mont Stanley pour rejoindre. Entendant la montagne rire de lui alors qu'il se résignait à fuir pour la première fois de sa vie, Fantôme fait une action qui génère la première des incohérences : VF : "La montagne semblait rire de lui, et il perdait du carburant" ; sous-entendu : la fuite de son réservoir est due à la montagne. La VO nous apprend que, pour affronter la sorcière, il allège au maximum son appareil, pour avoir environ dix minutes de vol avec le restant de carburant qu'il n'avait pas purgé, et parie sur ces dix minutes pour braver le mont Stanley.
  - Deuxième incohérence : dans la version française c'est Albator qui raconte l'histoire de son ancêtre, alors que dans la version d'origine c'est fantôme Harlock qui se présente et qui raconte comment s'est passée cette aventure.
  - Enfin, il y a beaucoup d'erreurs dans le doublage. Par exemple lors de la rencontre entre Emeraldas et Tochiro (Alfred). VF : « Qui es-tu? - Je m'appelle Alfred. - Et que fais-tu ici, seul? - Euh, rien… j'attends mon ami. - Viens avec moi, Alfred. Pour l'instant ton ami est inaccessible, nous le reverrons dans l'espace. » La VO maintenant : « Qui es-tu? - Je suis Tochiro, Oyama Tochiro. J'attends mon ami… Il est salement amoché… Héhé… - Je viens de traverser la sorcière de feu, c'est pourquoi le Queen Emeraldas, mon vaisseau, est endommagé. Il règne ici une force d'attraction terrible. »

## DVD/BLU-RAY
Le film est sorti dans une édition A4 combo dvd-blu-ray contenant un arbook de 88 pages , couverture rigide et dorure argentée 
- 5 Illustrations cartonnées au format A4
- 1 Poster exclusif au format A2